# Jozef Vanryckeghem
Jozef Vanryckeghem (Geluwe, 26 maart 1922 - Waregem, 22 augustus 2011) was een Belgische politicus voor CVP. Hij was burgemeester van de stad Waregem.

## Biografie
Vanryckeghem was huisarts van opleiding en kwam zich in 1947 vestigen in Waregem. Hij werd een eerste maal verkozen in de gemeenteraad in 1964, om nadien schepen van sport en cultuur te worden van 1971 tot 1988. Van 1989 tot 1991 leidde hij de stad Waregem als burgemeester, om vervolgens tot 1994 weer te zetelen in de gemeenteraad.
Hij is de vader van de huidige burgemeester van Waregem Kurt Vanryckeghem.